# 孟简
孟简（8世纪？—824年），字几道，德州平昌县（今山东省商河县西北）人，唐朝官员。
由进士擢第。孟简官至谏议大夫。元和六年（811年），任常州刺史，开凿原有的孟渎，长41里，灌溉田地4000余顷。后来历任越州（今浙江省绍兴市）、襄州（今湖北省襄樊市）、睦州（今浙江省建德市）。

## 延伸阅读
[在维基数据编辑]
 在维基文库阅读此作者作品
 《舊唐書/卷163》，出自刘昫《舊唐書》
 《新唐書·卷160》，出自《新唐書》